# K-League de 2006
A K-League de 2006 foi a 24º edição da principal divisão de futebol na Coreia do Sul, a K-League. A liga começou em março e terminou em novembro de 2006. 
Doze times participaram da liga. O Seongnam Ilhwa Chunma foi o campeão pela sétima vez.